# Trapiche

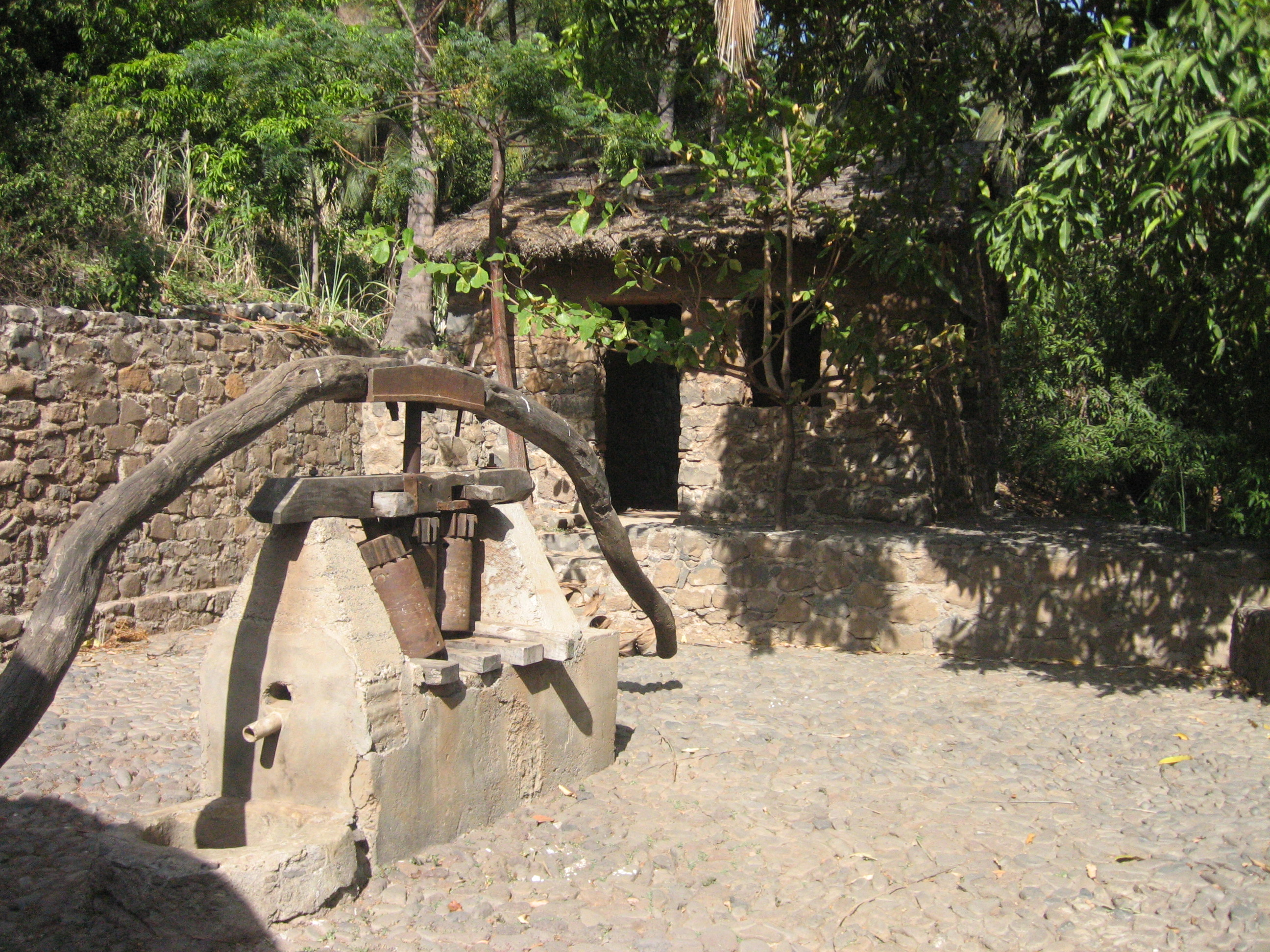
Trapiche na Cidade Velha, em Cabo Verde

Um trapiche é uma máquina destinada a moer a cana-de-açúcar que consiste numa estrutura fixa onde se encontra um conjunto de ao menos dois cilindros, um recipiente, e um braço destinado a fazer rodar os cilindros. A máquina é movida a tração animal, geralmente bois. Para o efeito usa-se um animal, preso a uma das extremidades do braço, ou dois, podendo o segundo animal estar preso na outra extremidade do braço, ou ao lado do primeiro animal. O movimento circular do(s) animal(ais ) à volta da estrutura fixa faz acionar o conjunto de cilindros que vão girando, em sentidos opostos. A máquina é operada por dois trabalhadores, cada um colocado num dos lados da estrutura, que vão introduzindo, alternativamente, a cana nas finas ranhuras entre os cilindros. A cana é assim moída, e o suco da cana (calda ou garapa) é recolhido no recipiente colocado por baixo dos cilindros, para futuro tratamento.
No Brasil, os trapiches foram usados nos engenhos de fabricação de açúcar. No período da escravatura, o trabalho animal chegou inclusive a ser ocasionalmente executado por escravos.

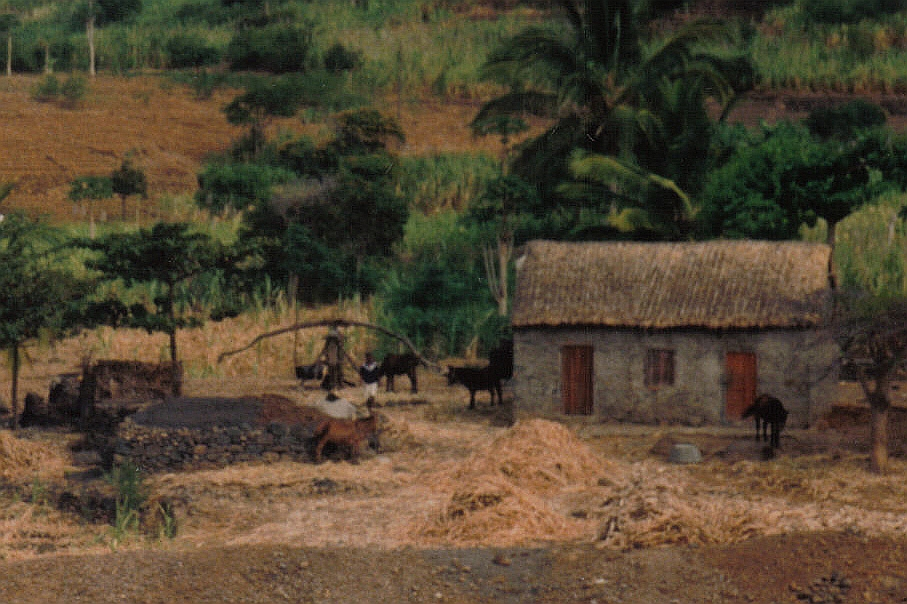
Trapiche em Ribeira da Cruz, em Cabo Verde

Em Cabo Verde, os trapiches ainda são ocasionalmente usados em ambientes rurais. A calda obtida da moagem é pouco usada para o fabrico do açúcar, é mais usada para o fabrico do grogue, através da destilação num alambique. Na ilha de Santo Antão, o acto da moagem da cana no trapiche constituía um verdadeiro ritual, com uma reunião prévia dos trabalhadores para se prepararem, e o boi era acompanhado por um trabalhador que entoava uma melopeia (chamada cantiga de colá boi), destinada a incitar o animal. O uso do trapiche em Cabo Verde está a diminuir, perante a concorrência de máquinas automáticas, mais rápidas e mais produtivas, apesar de os conhecedores dizerem que o grogue fabricado num trapiche tradicional tem qualidade superior.